# Charleys tant (film, 1926)
Charleys tant är en svensk film från 1926 i regi av Elis Ellis. Filmen premiärvisades 22 mars 1926 på biograferna Skandia i Stockholm och Röda Kvarn i Gävle. 

## Om filmen
Filmen spelades in vid Bertram Phillips filmateljéer i London och Filmstaden Råsunda med exteriörer från Oxford England av Sven Bardach och Axel Lindblom. 
Som förlaga har man Brandon Thomas pjäs Charley's Aunt (Charleys Tant) som uruppfördes på Royalty Theatre i London 1892. Inspelningen av filmen påbörjades 1922 med Åhlen & Åkerlunds förlag och AB Svea-Film som finansiärer, men den drabbades av motgångar. Ellis reste med sin filmtrupp till Oxford utan att ha försäkrat sig om filmrättigheterna. Detta fick till följd att författarens änka med domstolshjälp lät avbryta inspelningen som vid det laget var ganska långt framskriden. Svensk Filmindustri återupptog produktionen 1924 efter att rättighetsfrågan lösts.

## Rollista
- Elis Ellis - Lord Francourt Bobberley, Bobs
- Ralph Forbes - Jack Chesney, student
- Olav Riégo - Charles Wykeham, student
- Renée Björling - Kitty Werden
- Inga Ellis - Annie Speetigue
- Axel Hultman - Jeremias Speetigue, mäklare, Kittys och Annies förmyndare
- Sven Bergvall - Sir Francis Chesney, Jacks far
- Magda Holm - Ella Delahay, Dona Lucias nièce
- Anna Bergvall - Dona Lucia d'Alvadorez
- Gustaf Hjärne - Brasset, betjänt